# Rijswijk (Zuid-Holland)

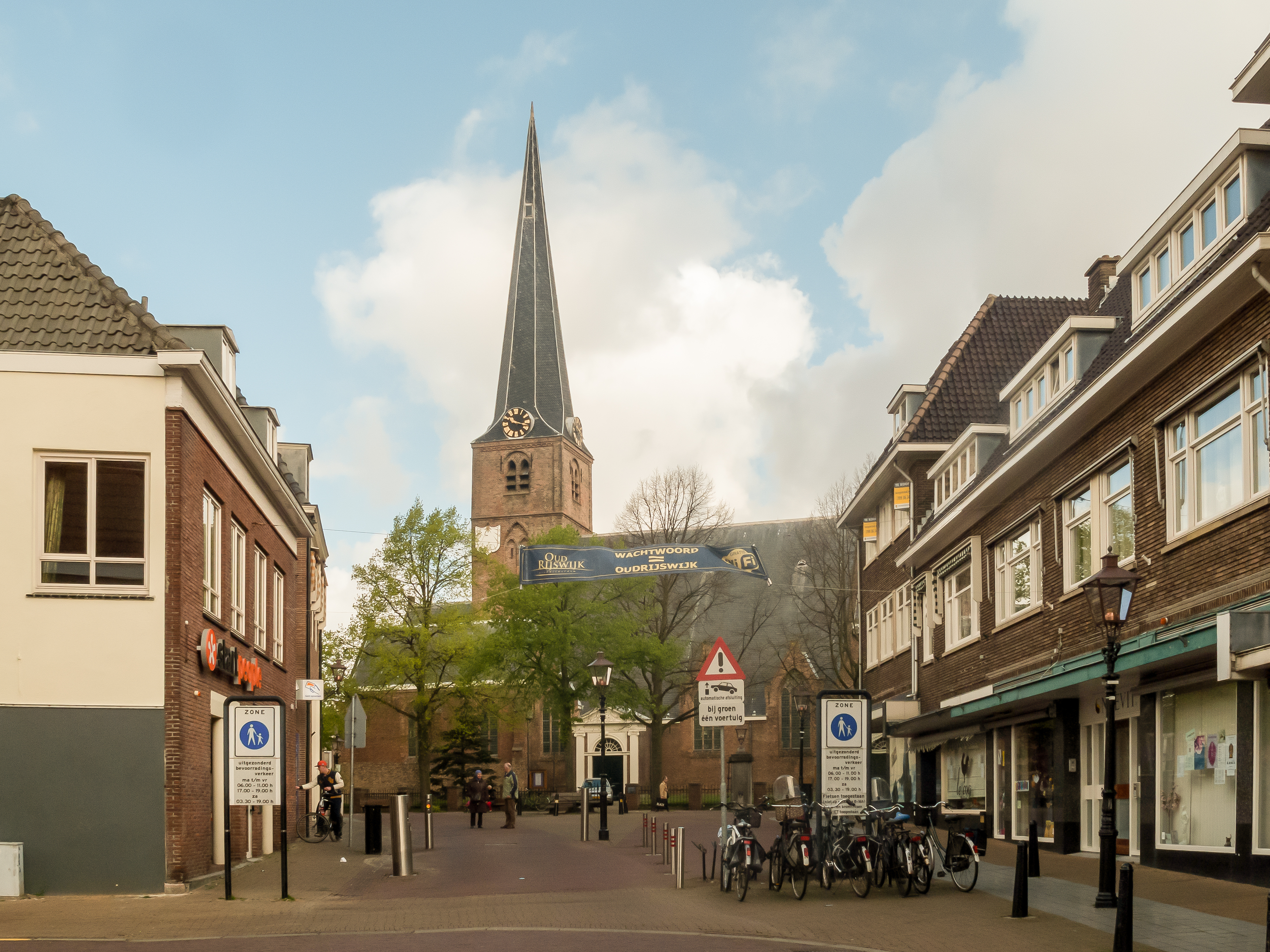
Rijswijk, Kirche (de Oude Kerk) von der Straße aus gesehen

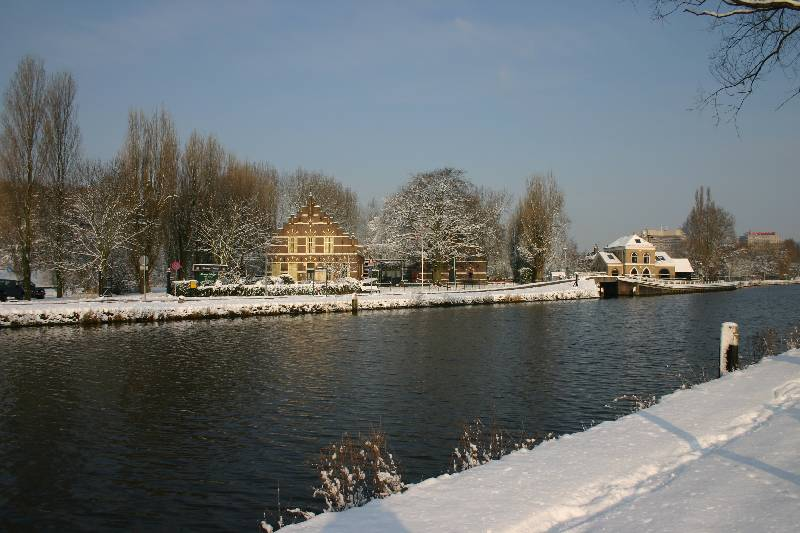
Jaagpad in Rijswijk im Winter

Rijswijk (anhörenⓘ) ist eine Gemeinde in den Niederlanden, Provinz Südholland, mit 60.710 Einwohnern (Stand 1. Januar 2025).

## Lage und Wirtschaft
Die Gemeinde Rijswijk liegt östlich von Den Haag und ist ein Vorort der niederländischen Residenzstadt.
Es ist vom Den Haager Hauptbahnhof in wenigen Minuten per Eisenbahn, aber auch mit der Haager Straßenbahn erreichbar. Mehrere Autobahnen nach Den Haag durchqueren die Gemeinde.
In Rijswijk befinden sich ein wichtiger Laborkomplex des TNO (das TNO ist in etwa das niederländische Gegenstück der deutschen Fraunhofer-Gesellschaft) und viele Büros, darunter das CBR. Das CBR (Centraal Bureau Rijvaardigheidsbewijzen = Zentralamt für Führerscheine) gibt in den Niederlanden die Führerscheine aus und bestimmt und veranstaltet die Prüfungen, die man zur Erhaltung dieser Dokumente bestehen muss. Auch berät diese Behörde Schwesterorganisationen und Fahrschulen im Ausland.
In Rijswijk findet sich auch eine große Zweigstelle des Europäischen Patentamtes mit etwa 2.900 Bediensteten. Das Ölunternehmen Royal Dutch Shell hat in Rijswijk ein großes Forschungs- und Ausbildungszentrum. Außerdem haben einige niederländische Ministerien bestimmte Abteilungen von Den Haag nach Rijswijk verlegt.

## Geschichte
Bis etwa 270 lag hier eine Siedlung der germanischen Cananefaten oder Caninefaten. Um 1200 entstand um eine Kirche ein Bauerndorf. In der Umgebung wurden vier Schlösser gebaut, von denen Te Werve das wichtigste war.
Im 17. und 18. Jahrhundert wurde Rijswijk beliebt bei den Reichen und Mächtigen aus Den Haag. Auch Mitglieder des Hauses Oranien-Nassau, aus dem das niederländische Königshaus stammt, ließen hier ein Palais bauen. In diesem Haus ter Nieuburch wurde am 20. September 1697 der Frieden von Rijswijk geschlossen. Im 18. Jahrhundert verfiel dieses Herrenhaus und wurde schließlich abgerissen. Zum 95. Jahrestag dieses Friedens wurde 1792 im Park, der sich an der Stelle des früheren Palastes befindet, eine (unlängst restaurierte) Gedenksäule errichtet.
Zwischen 1750 und 1920 war Rijswijk vorwiegend ein Dorf von Bauern, die Milchkühe hielten. Dann wurde es zum Vorort des immer mehr wachsenden Nachbarn Den Haag.
In der ersten Hälfte des 20. Jahrhunderts lebte der Maler Adrianus Zwart in Rijswijk, seine Rijswijk-Epoche gilt als eine der letzten Werkphasen aus der Haager Schule überhaupt.

## Sehenswürdigkeiten
- Im Zentrum steht eine Kirche mit einem Turm aus der Zeit um 1300, mit im Inneren u. a. einer schönen Orgel.
- Im alten Rijswijk stehen noch einige stattliche Häuser und Villen aus dem 18. Jahrhundert.
- Das Heimatmuseum befindet sich in einem dieser Häuser, wo der Dichter Hendrik Tollens (geboren in Rotterdam am 24. September 1780) am 21. Oktober 1856 starb.

## Politik

### Sitzverteilung im Gemeinderat
Seit 1982 wird der Gemeinderat von Rijswijk wie folgt geformt:
| Partei                                     | Sitze | Sitze | Sitze | Sitze | Sitze | Sitze | Sitze | Sitze | Sitze | Sitze | Sitze |
| Partei                                     | 1982  | 1986  | 1990  | 1994  | 1998  | 2002  | 2006  | 2010  | 2014  | 2018  | 2022  |
| ------------------------------------------ | ----- | ----- | ----- | ----- | ----- | ----- | ----- | ----- | ----- | ----- | ----- |
| Beter voor Rijswijk                        | –     | –     | –     | –     | –     | –     | –     | –     | 5     | 5     | 5     |
| GroenLinks                                 | –     | –     | 1     | 2     | 2     | 2     | 2     | 2     | 2     | 5     | 5     |
| RijswijksBelang                            | –     | –     | –     | –     | –     | –     | –     | –     | –     | 2     | 4     |
| Wij.                                       | –     | –     | –     | –     | –     | –     | –     | –     | –     | 3     | 4     |
| D66                                        | 2     | 2     | 4     | 3     | 1     | 2     | 1     | 3     | 4     | 4     | 4     |
| VVD                                        | 13    | 9     | 6     | 5     | 6     | 6     | 4     | 5     | 3     | 4     | 3     |
| PvdA                                       | 6     | 7     | 5     | 3     | 4     | 4     | 6     | 4     | 3     | 2     | 2     |
| CDA                                        | 8     | 8     | 8     | 4     | 4     | 7     | 4     | 3     | 3     | 3     | 2     |
| ChristenUnie                               | –     | –     | –     | –     | –     | –     | –     | –     | –     | –     | 1     |
| Partij voor Gelijkheid en Rechtvaardigheid | –     | –     | –     | –     | –     | –     | –     | –     | –     | –     | 1     |
| Stoudt                                     | –     | –     | –     | –     | –     | –     | –     | –     | –     | –     | 0     |
| Gemeentebelangen Rijswijk                  | –     | –     | –     | –     | –     | –     | 4     | 5     | 5     | 2     | –     |
| Onafhankelijk Rijswijk                     | –     | 2     | 5     | 11    | 12    | 10    | 8     | 6     | 2     | 1     | –     |
| LP                                         | –     | –     | –     | –     | –     | –     | –     | –     | –     | 0     | –     |
| Partij Sociaal Cultureel Centrum           | –     | –     | –     | –     | –     | –     | –     | –     | –     | 0     | –     |
| SP                                         | –     | –     | –     | –     | –     | –     | –     | 1     | 2     | –     | –     |
| SVBN                                       | –     | –     | –     | –     | 0     | –     | –     | –     | –     | –     | –     |
| Centrumpartij ’86                          | –     | –     | –     | 1     | –     | –     | –     | –     | –     | –     | –     |
| Links Rijswijk                             | –     | 1     | –     | –     | –     | –     | –     | –     | –     | –     | –     |
| PPR                                        | 2     | –     | –     | –     | –     | –     | –     | –     | –     | –     | –     |
| CPN                                        | 2     | –     | –     | –     | –     | –     | –     | –     | –     | –     | –     |
| PSP                                        | 2     | –     | –     | –     | –     | –     | –     | –     | –     | –     | –     |
| SGP                                        | 0     | –     | –     | –     | –     | –     | –     | –     | –     | –     | –     |
| GPV                                        | 0     | –     | –     | –     | –     | –     | –     | –     | –     | –     | –     |
| RPF                                        | 0     | –     | –     | –     | –     | –     | –     | –     | –     | –     | –     |
| Gesamt                                     | 31    | 29    | 29    | 29    | 29    | 31    | 29    | 29    | 29    | 31    | 31    |

### Bürgermeister
Seit dem 12. Dezember 2022 ist Huri Sahin (GroenLinks) amtierende Bürgermeisterin der Gemeinde. Zu ihrem College van B&W zählen die Beigeordneten Larissa Bentvelzen (Beter voor Rijswijk), Armand van de Laar (D66), Mark Wit (GroenLinks), Werner van Damme (VVD), Gijs van Malsen (PvdA) sowie der Gemeindesekretär Peter Schuit.

## Söhne und Töchter der Stadt
- Pieter Jacob Cosijn (1840–1899), Literaturwissenschaftler und Philologe
- Felix Thijssen (1933–2022), Schriftsteller und Drehbuchautor
- Hanneke de Munck (* 1951), Bildhauerin
- Rolf Wouters (* 1963), Moderator
- Sigrid Kaag (* 1961), Politikerin
- Ilja Leonard Pfeijffer (* 1968), Schriftsteller und Dichter
- Mark Caljouw (* 1995), Badmintonspieler
- Jeffrey de Zwaan (* 1996), Dartspieler
- Mohamed Sankoh (* 2003), Fußballspieler